# 柏林通讯博物馆

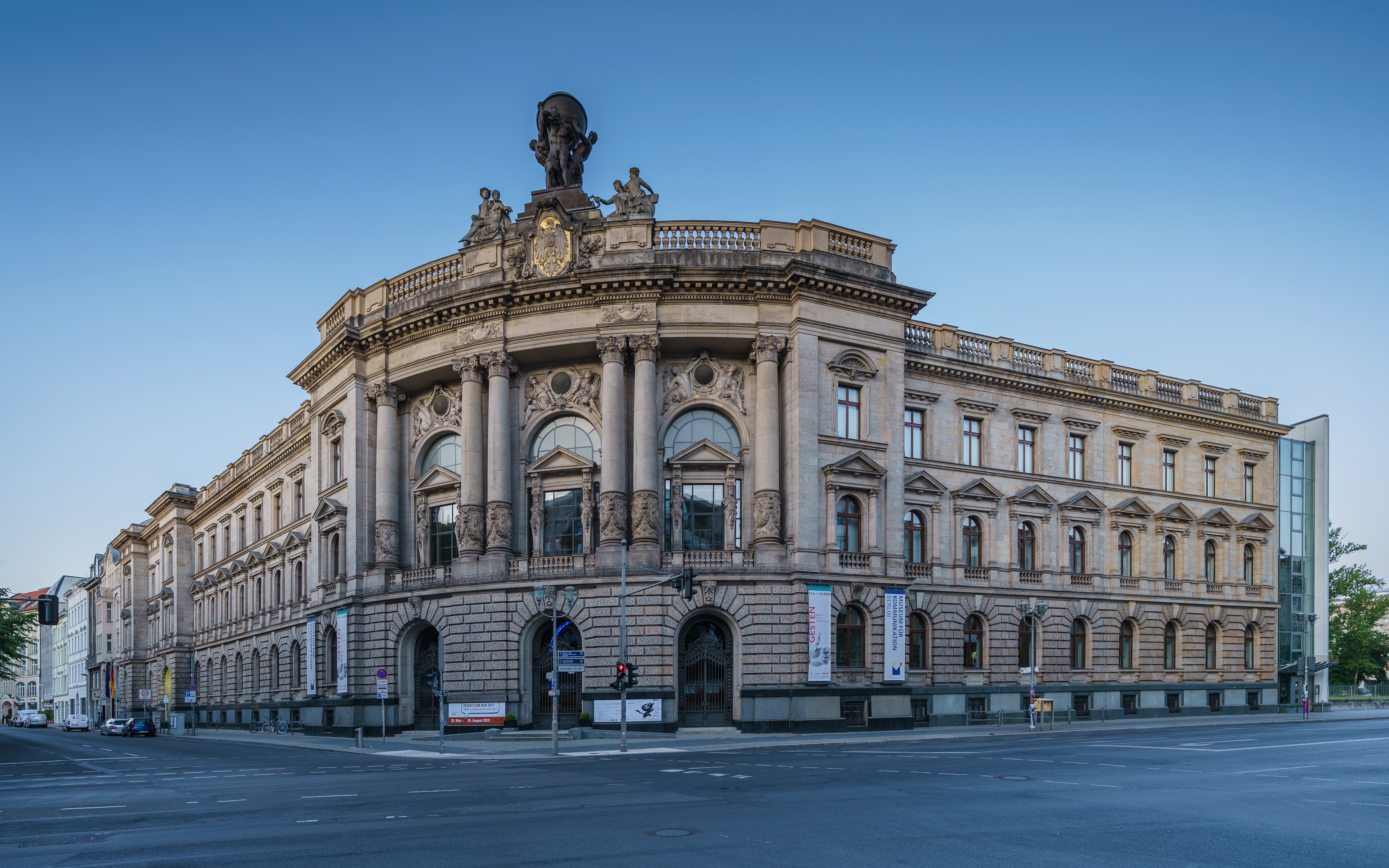
柏林通讯博物馆。

52°30′35″N 13°23′13″E / 52.50972°N 13.38694°E
柏林通讯博物馆（德語：Museum für Kommunikation Berlin）是德国联邦直属的公法基金会——德国邮电基金会成员之一。柏林通讯博物馆位于柏林米特区莱比锡大街16号，所在的建筑原来是帝国邮政博物馆（Reichspostmuseum）。1977年，这座建筑被列入文化遗产受到保护。

## 建筑历史

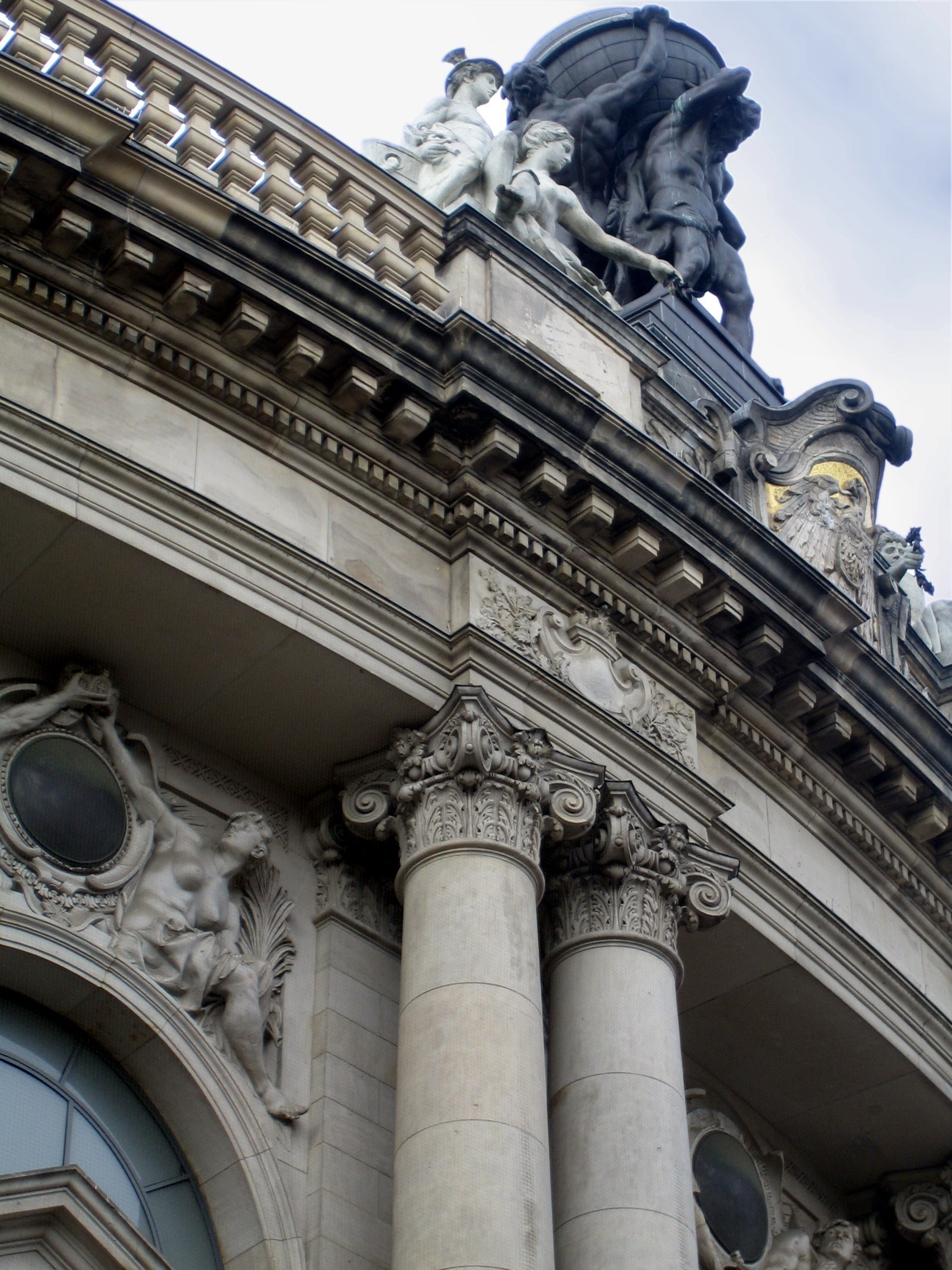
癸干忒斯抱着地球仪。

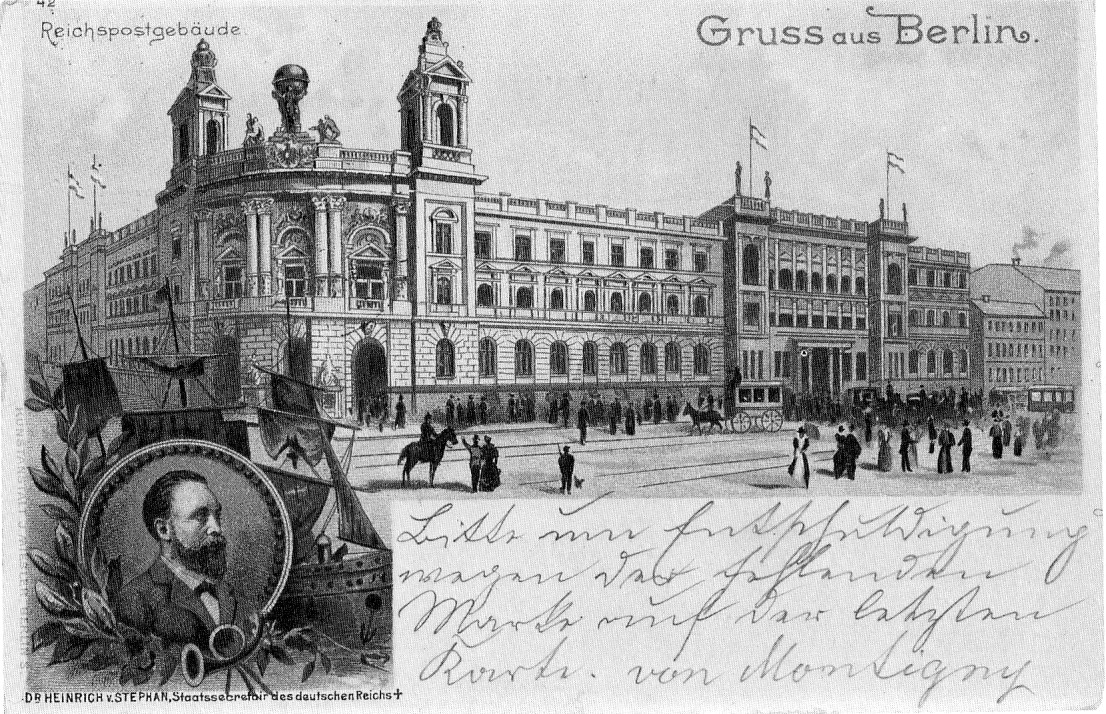
1895年左右，一张明信片上描绘的帝国邮政局建筑，可见正立面的两座高塔。

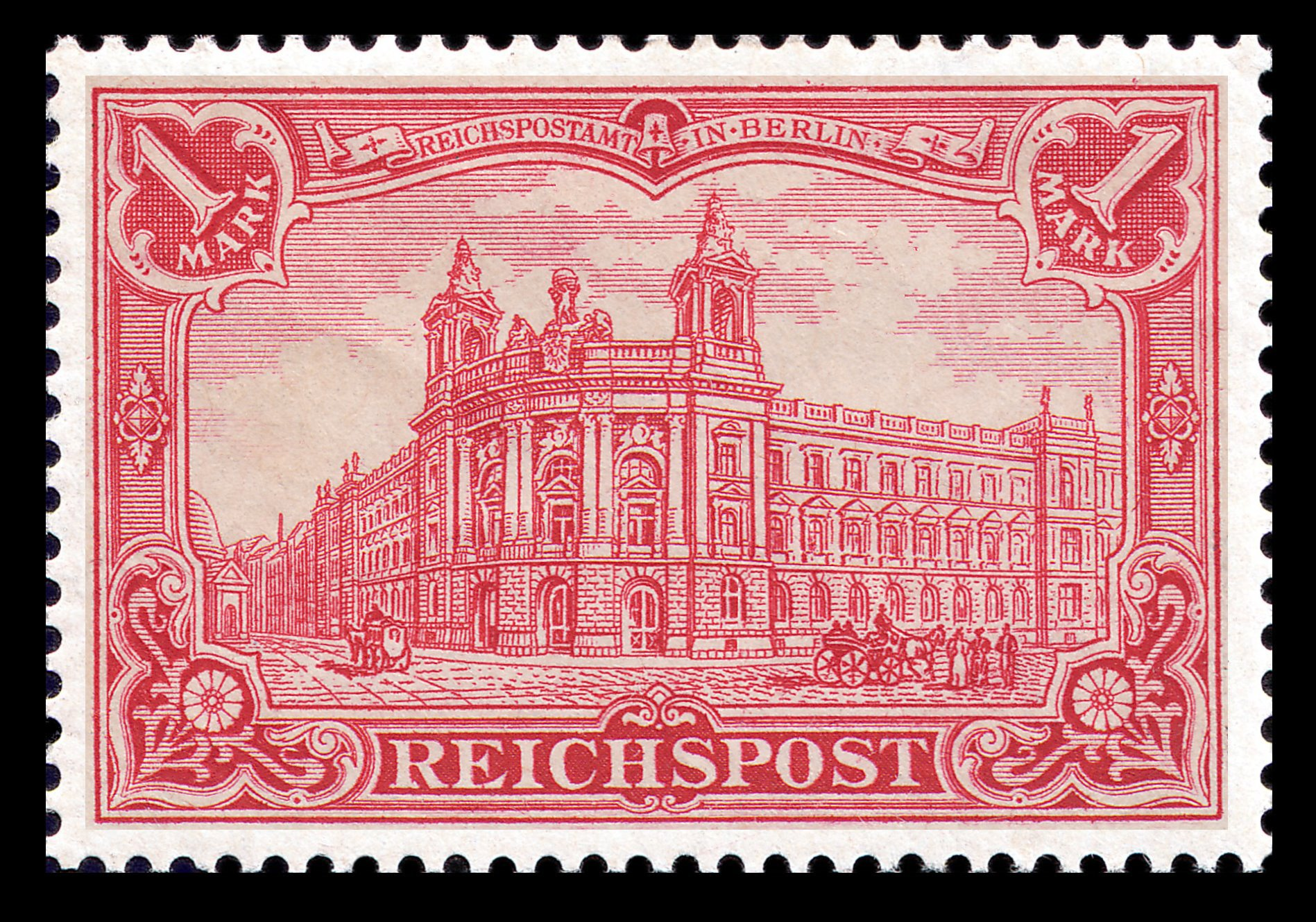
1900年一张邮票上的帝国邮政局。

### 帝国邮政博物馆
柏林通讯博物馆的前身是由德意志国邮政署署长海因里希·冯·史蒂芬于1872年建立的帝国邮政博物馆。这座博物馆是当时世界上首批以技术史为主题的博物馆之一，其主要功能是“从文化史的角度展示交通及通信从古代社会到现代社会的发展”。位于莱比锡大街的建筑于1871年到1874年间建成，起初是德意志国邮政局所在地，但那时就已开始了藏品的收集。建筑的设计师是卡尔·施瓦特罗，他为德意志国邮政设计了许多机构建筑。在建筑的揭幕仪式上，德国皇帝威廉一世评价道：“好！简洁而大方的设计！”1893年到1897年间，建筑师恩斯特·哈克、奥托·特肖和弗朗茨·阿伦斯对建筑进行扩建，并建成帝国邮政博物馆。1895年，建筑主入口的屋顶上安置了恩斯特·温克的作品：癸干忒斯抱着地球仪。此雕塑象征着邮政和通信的世界意义。
两次世界大战期间，博物馆关闭。第二次世界大战中，1943年开始对柏林的轰炸和1945年战争结束前夕的激烈巷战，对这栋建筑造成了很大损坏，战后仅残存外围围墙。

### 民主德国邮政博物馆
战后，建筑的位置划归苏占区，也就是东柏林。1956年，因为法兰克福新的联邦邮政博物馆建立，以及在西柏林的乌拉尼亚即将成立一家小型的邮政博物馆，莱比锡大街的这处旧址终于开始整修。整修的成果是1958年建成了一个很小邮票展览馆。为配合1987年柏林建城750周年纪念的活动，1981年，东德统一社会党政治局决议，要重建莱比锡大街的这座建筑，并作为民主德国的邮政博物馆重新开放。建筑家克劳斯·尼贝加尔（Klaus Niebergall）负责工程设计，不过施工工作一再推迟，1987年只有规划展区的一部分得以开放。剩余的工作直到1990年柏林墙倒塌之后，才以建筑中庭的完工而宣告结束。

### 通讯博物馆
1992年，建筑事务所Henze & Vahjen接下任务，将博物馆的主体建筑按照历史文物保护的目的重新整修，并制定新的建筑使用方案。保护建筑原始风貌是整修工作的首要原则。但一些在原先重建计划中不复存在的部分，比如入口房顶两侧的两个装饰塔，只好放弃。1980年代临莱比锡大街扩建的部分，保留它自己的层高，并和主建筑相连。主建筑中庭下方，扩建出一个地下层，用于收藏博物馆最具价值的藏品，包括世界上最著名的邮票——蓝色毛里求斯。1997年9月，建筑的封顶仪式举行，参照原始模型制作的癸干忒斯雕塑，被重新安放在主入口的上方。1999年8月，建筑施工完成并交付使用，前后总耗资六千万德国马克。2000年3月17日，德国联邦总统为通讯博物馆举行开馆仪式。

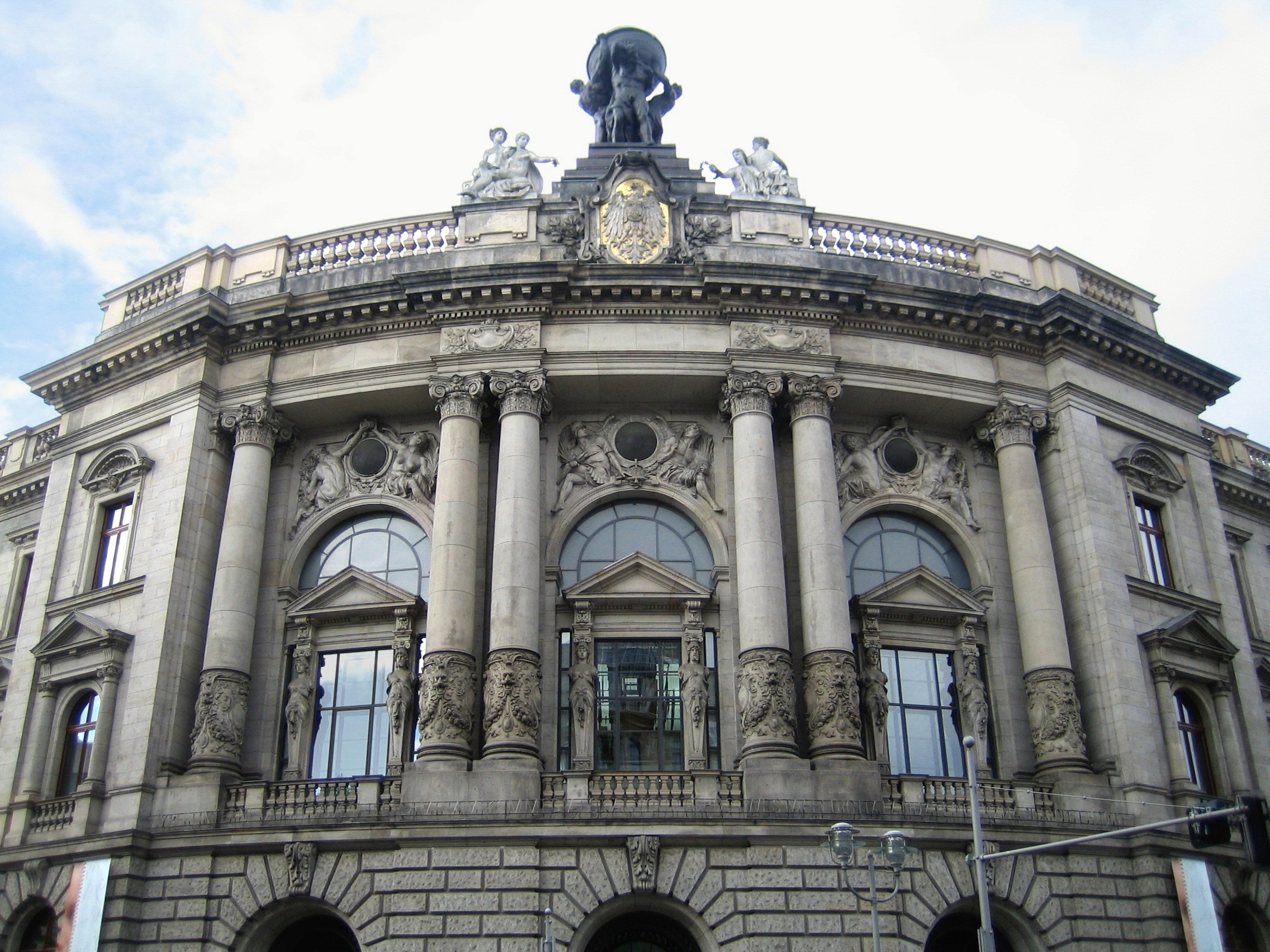
通信博物馆正门立面细节。
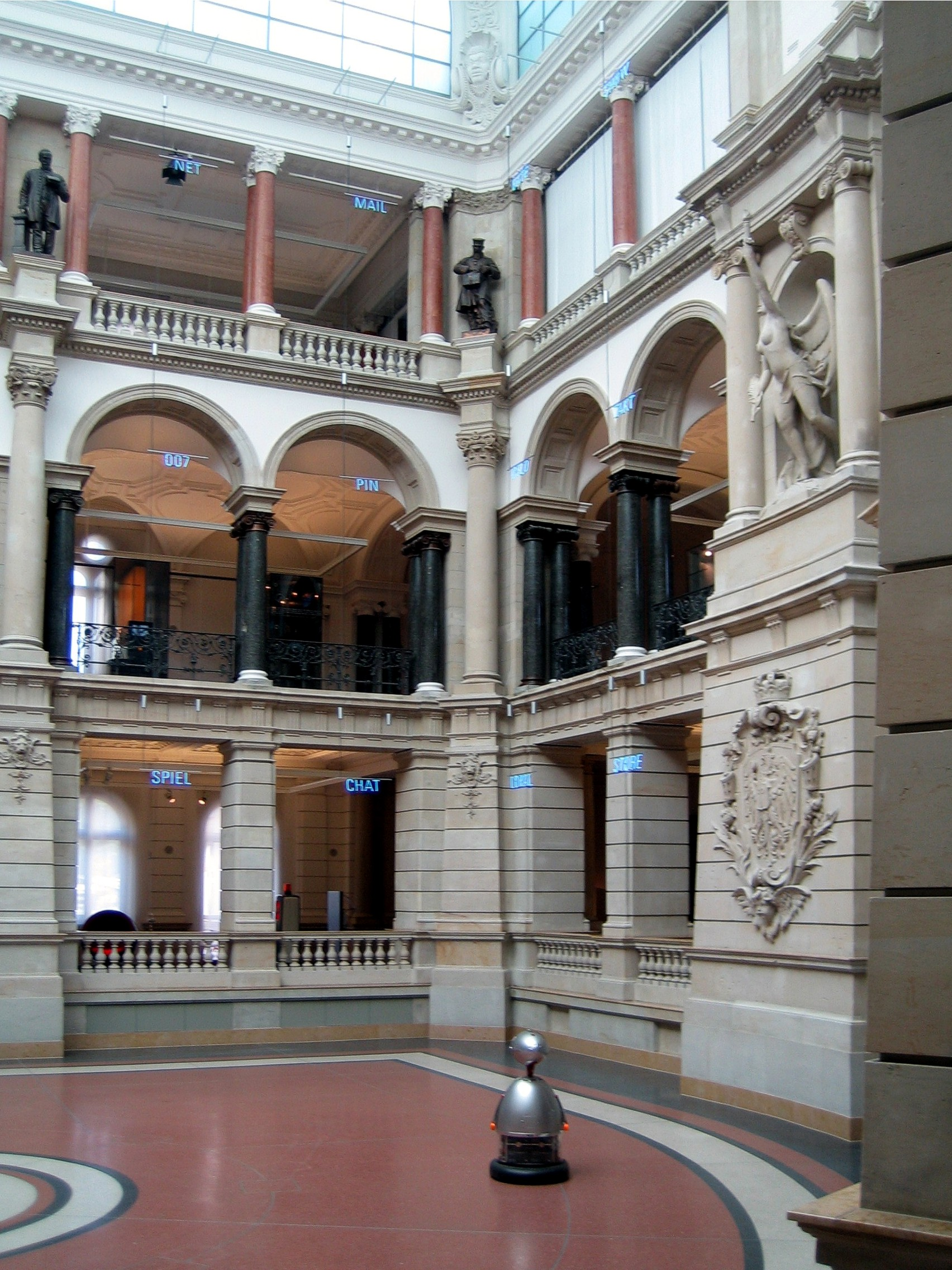
中庭一角。
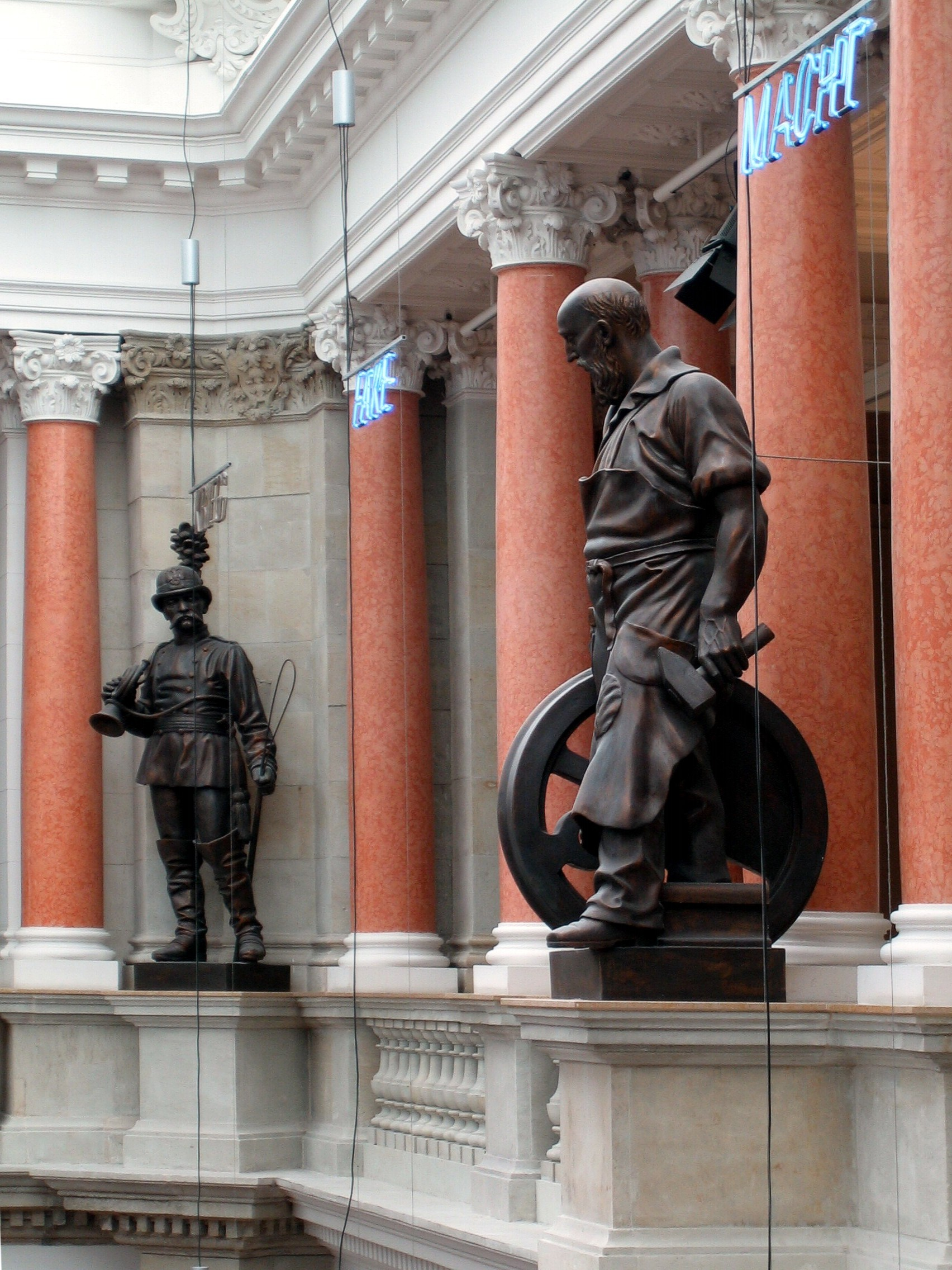
中庭细节。
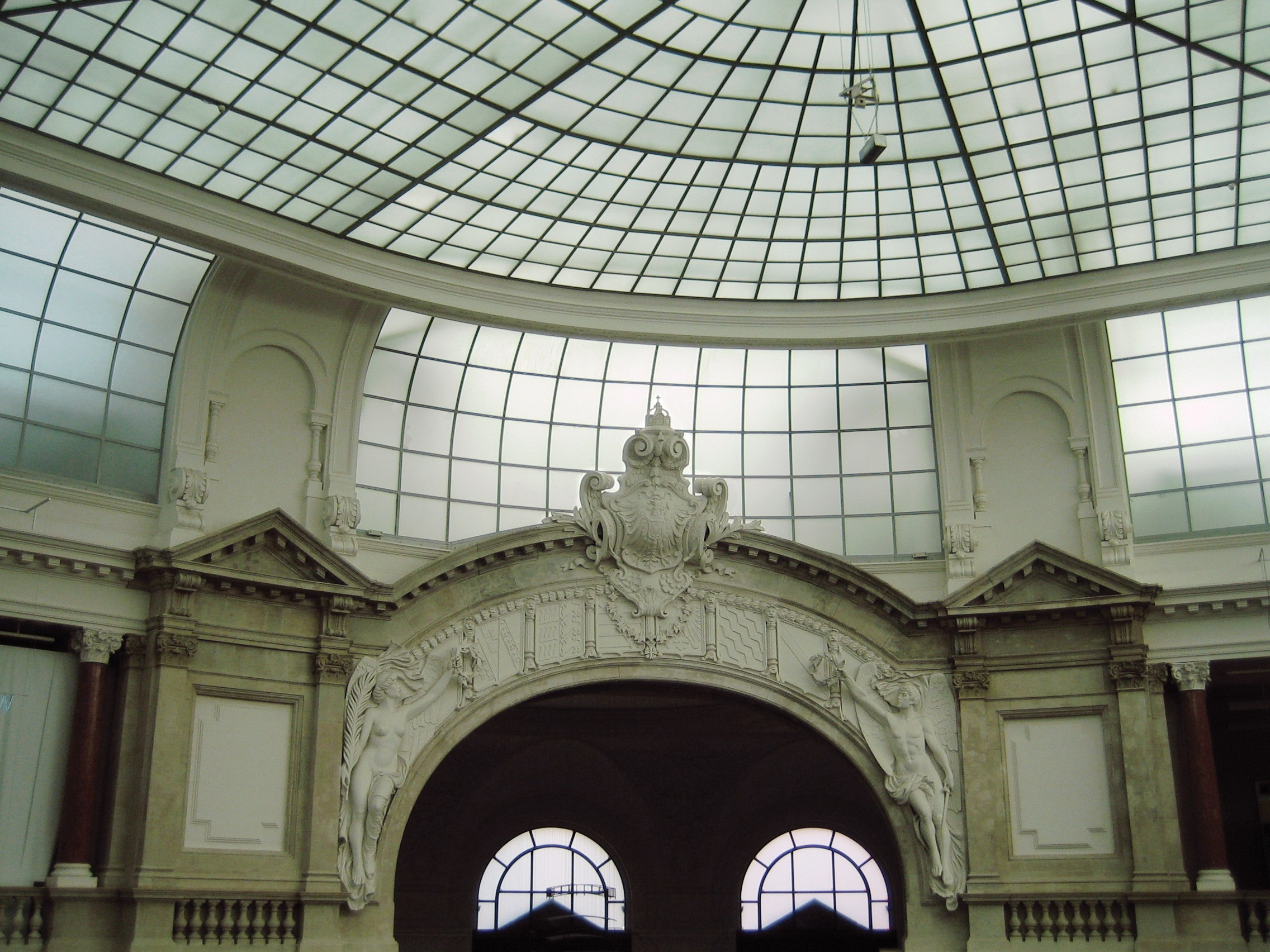
中庭透明穹顶。
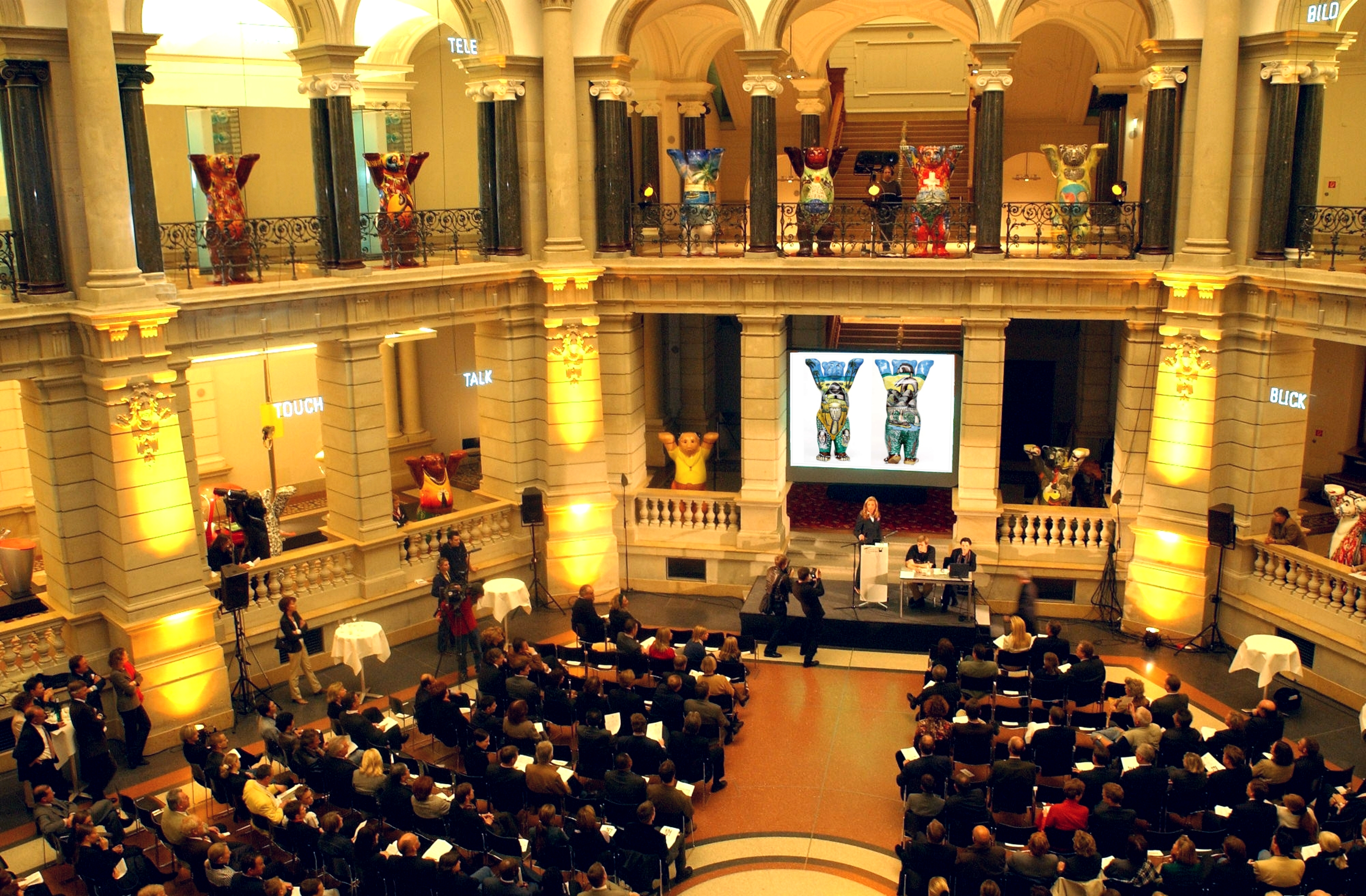
拍卖 联合巴迪熊 2003。

## 馆藏

### 馆藏历史
帝国邮政博物馆范围广泛的收藏任务是，“首先（要收藏）邮政和电报所常用的物件、设备和模型，然后是图片展示（……）以及其他有关各个时代、民族的文字资料、情报和交通运输设施的展品。”为此，之后的数十年间，博物馆逐渐收集到了极其广泛和有价值的藏品。博物馆不仅展示历史文物，而且向参观者展示后来新出现的通讯方式，如航空信、广播、传真电报和电视等。
第二次世界大战期间，博物馆馆藏被迫缩减和转移，许多留在馆内的展品都没能躲过战火。馆藏最重要的部分被转移到了巴伐利亚的瓦尔特斯豪森宫。战争结束后，占领巴伐利亚的美军拒绝了位于柏林苏战区的邮政博物馆提出归还藏品的要求，并于1947年，将战时转移出的藏品转交给了德意志邮政（西德）。1958年，这些藏品在新成立的法兰克福联邦邮政博物馆重新展出。最珍贵的邮票收藏，在战争结束之前，被小心地运往今天萨克森-安哈尔特州的艾斯莱本。战后混乱时期，藏品被洗劫，最珍贵的几枚邮票也消失不见。1976年重见天日时，东德政府提出归还要求。直到1990年两德统一，这些邮票才重新归入波恩的德国邮品档案。
除了法兰克福的联邦邮政博物馆，联邦德国还有众多地方性的邮政博物馆和收藏馆。1995年，这些博物馆不再隶属于改革后的德国邮政和德国电信，而以“邮政和电信博物馆基金会（Museumsstiftung Post und Telekommunikation）”的名义纳入一家公法基金会管理。柏林通讯博物馆也由此基金会管理。

### 博物馆现状
隶属基金会的各家博物馆有各自不同的侧重点。法兰克福通信博物馆介绍电信发展史，而柏林通讯博物馆主要介绍邮政发展史。柏林的收藏主要由三部分组成：
- 运输历史和交通。交通工具的例子，比如四轮马车、邮政火车车厢、汽车，此外还有地图类藏品和邮资交割的相关物品。
- 邮政局的历史和它之后产生的各类机构，以及相关的档案和照片收藏。这方面的展品主要是邮局标志、邮差制服、邮箱（德语：Postbriefkasten (Deutschland)）、邮票自动售卖机，以及信件分拣设备、邮局建筑和邮政机构的相关物件、邮政广告和邮政为社会提供的其他服务。
- 书信的历史，信件、明信片，书写文化的设备（书写工具，书写家具，印章等等），雕版印刷，邮戳，邮票设计。

由于空间限制，藏品的各个分支并未完整地在博物馆本部展出，而是分在各地。博物馆的网页上有更详细的信息。

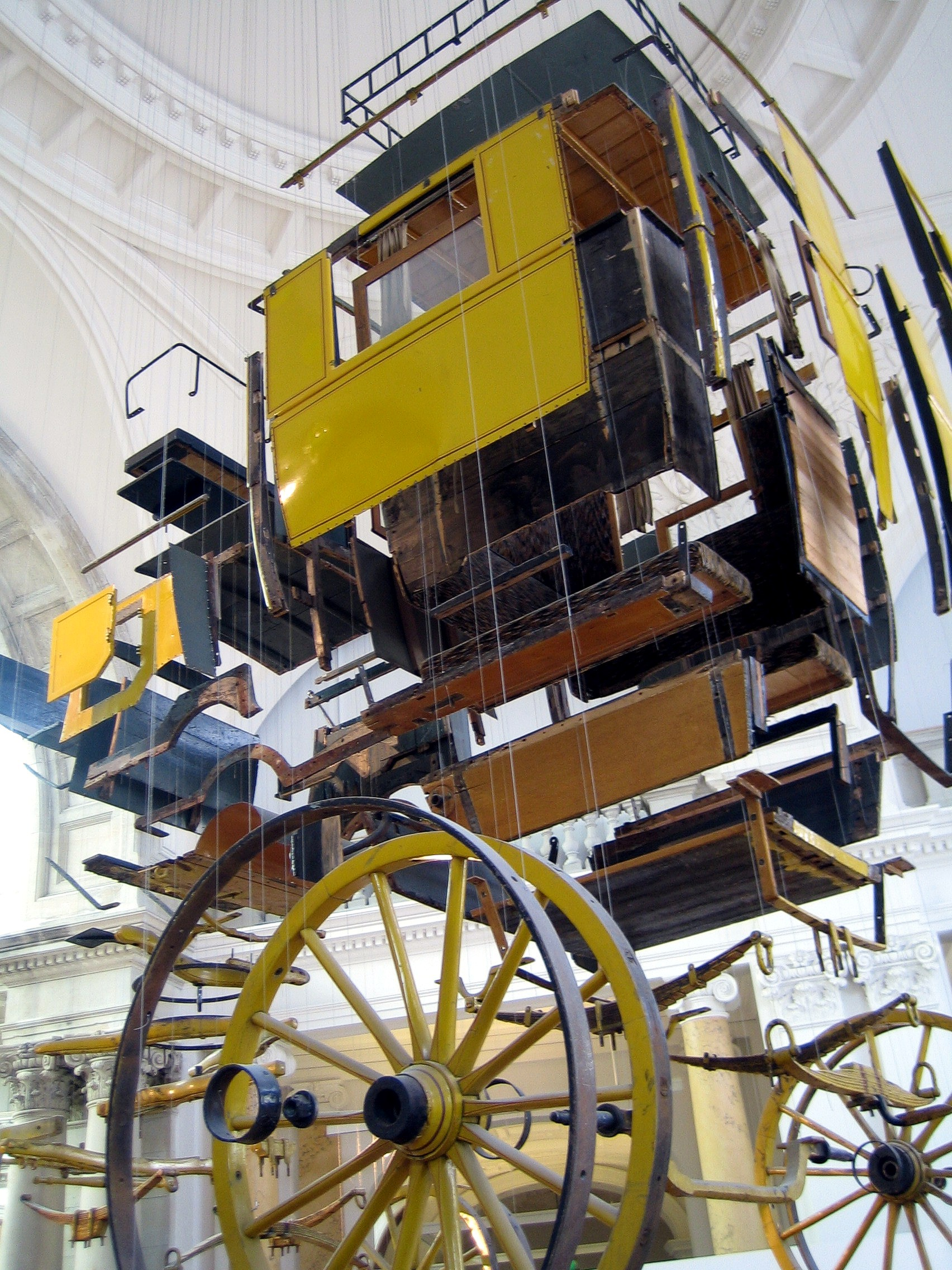
被拆散的四轮邮车。
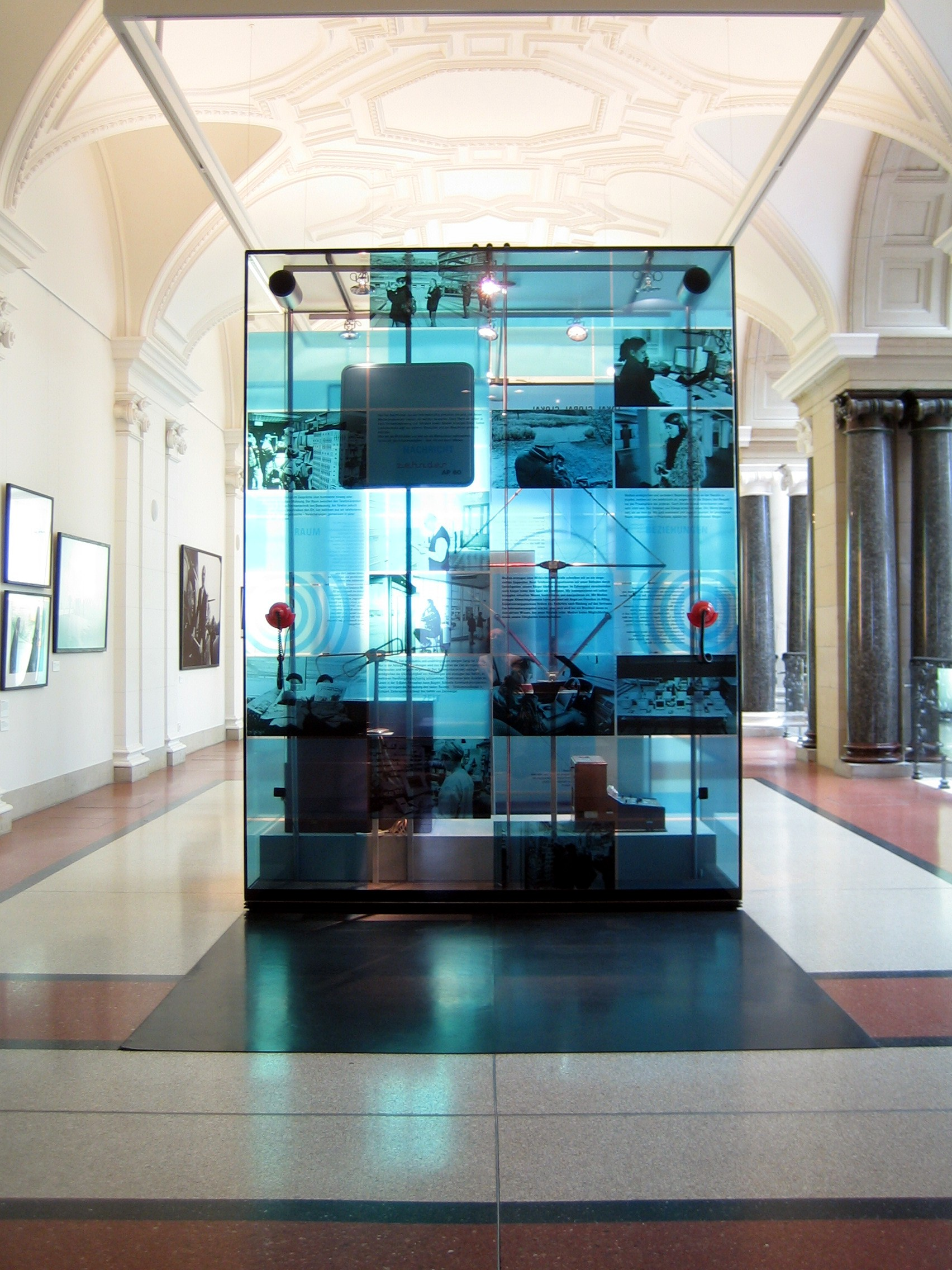
透明展柜。
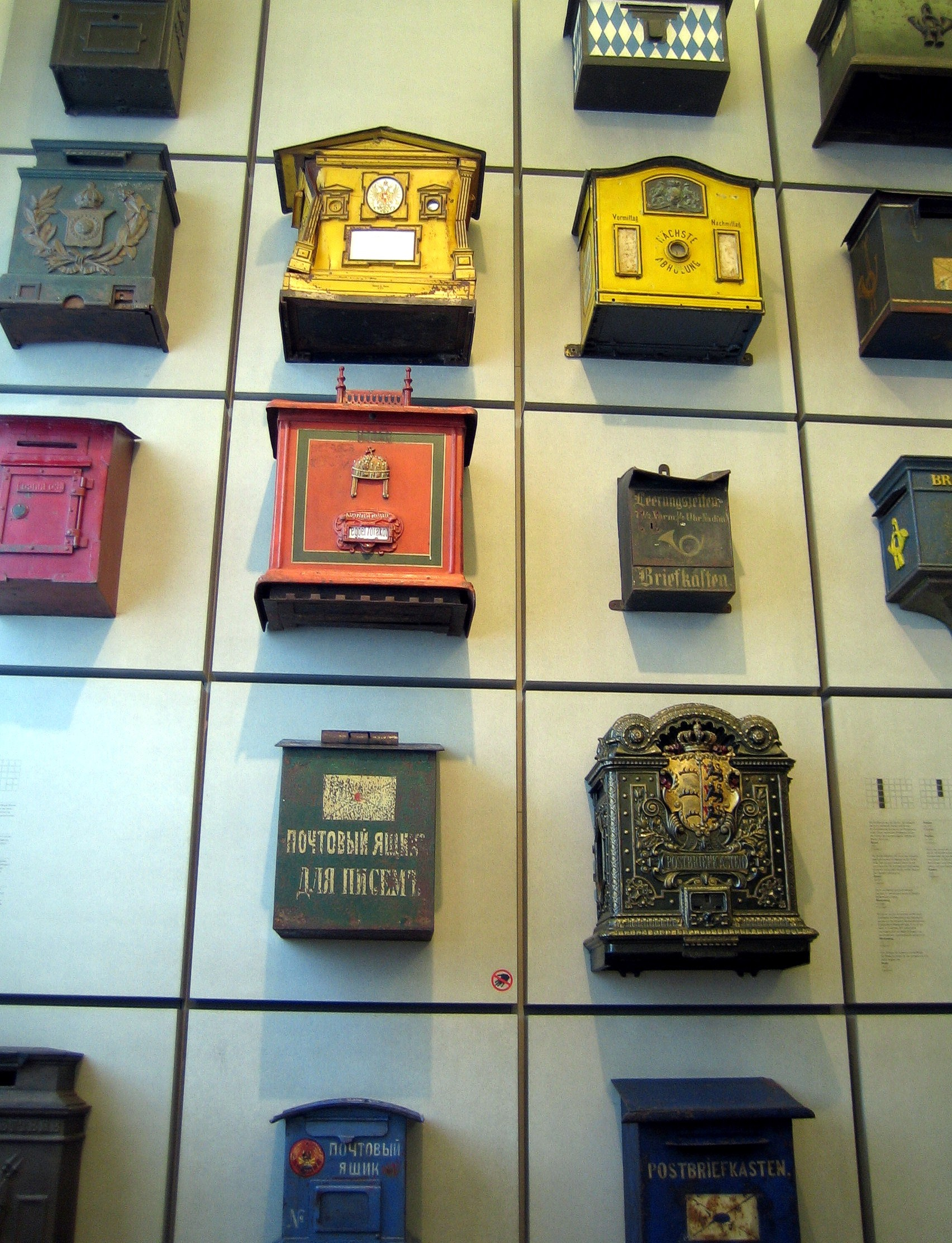
各式邮箱。
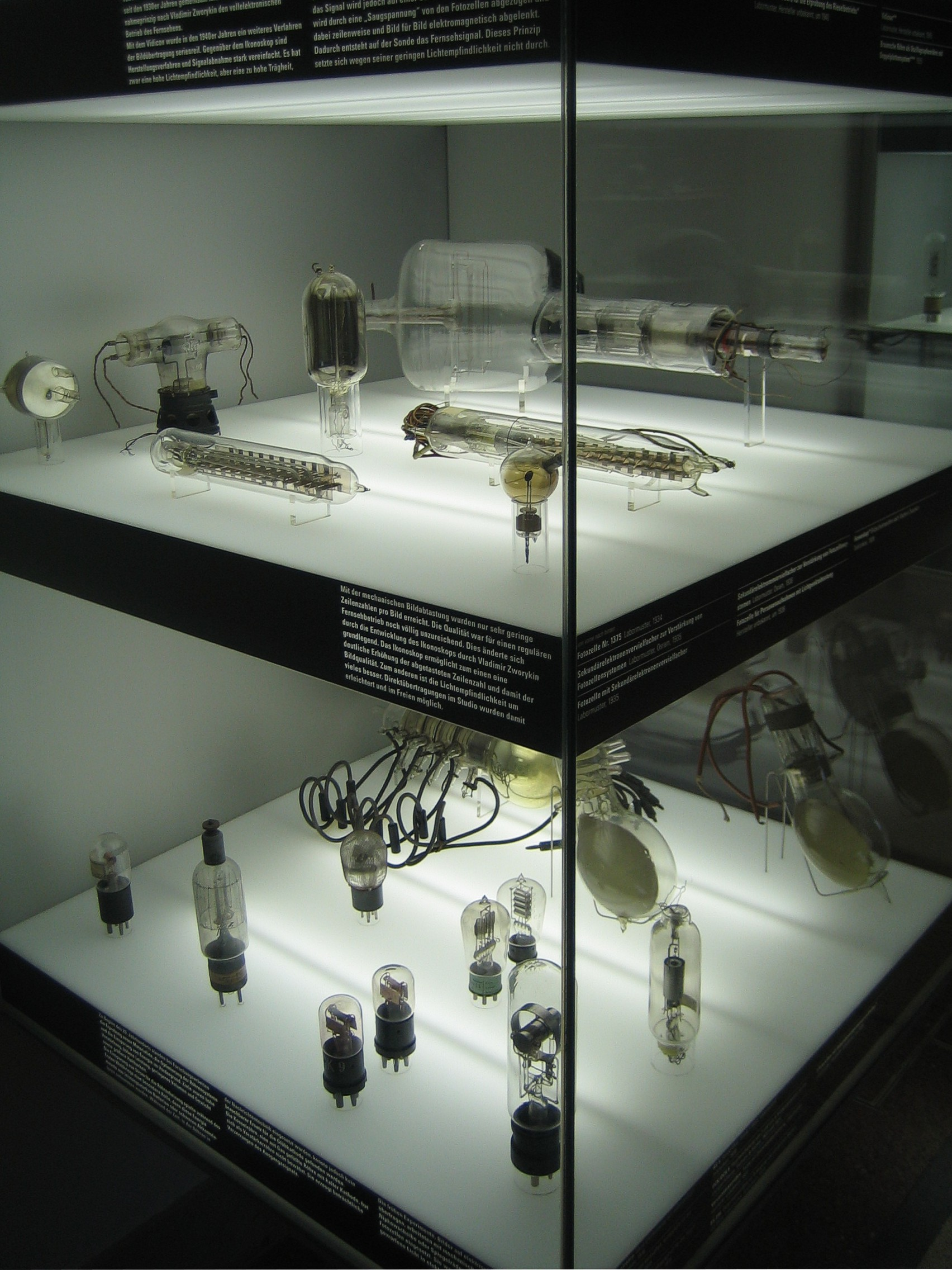
真空管。